# Варсит
Варсит (кайт. Варситӏ, дарг. ВарситӀ) — село в Кайтагском районе Дагестана, административный центр Варситского сельсовета.

## География
Село Варсит расположено на высоте 1149 метров над уровнем моря. Ближайшие населённые пункты — Пилиг, Шурагат, Сурхавкент, Кирки, Турага, Шиланша, Бажлук, Кирцик, Пиляки, Кужник.

## Население
| 1888 | 1895 | 1926 | 1939 | 1970 | 1989 | 2002 |
| ---- | ---- | ---- | ---- | ---- | ---- | ---- |
| 277  | ↘266 | ↘235 | ↗282 | ↗436 | ↘299 | ↘257 |
| 2010 | 2021 |      |      |      |      |      |
| ↘245 | ↗265 |      |      |      |      |      |

Мечеть села построена в 1662—1663 годах

## Этимология
Происхождение названия села связывается со словом войлок (бурка), что на местном языке звучит как варси. По преданию, люди, основавшие Варсит, прежде жили на равнине, но ушли в горы из-за нашествий завоевателей. В первое время переселившиеся жили под бурками и поэтому селение получило название Варсит. Как предполагает лингвист М. О. Османов, основатели возможно жили в войлочной юрте, которая была распространена на плоскости и могла быть заимствована местными жителями и принесена с собой как временное жилище.